# Hrvatsko proljeće
Hrvatsko proljeće bilo je kulturno-politički pokret koji je ranih 1970-ih tražio pripadajuća prava Hrvatske u okviru Jugoslavije. Politički protivnici nazivali su ga i masovni pokret, odnosno MASPOK. To je naziv za reformno razdoblje u hrvatskoj politici, društvu i kulturi, posebno obilježeno legitimiranjem hrvatskog nacionalnog identiteta i traženjima, koja iz njega proizlaze.
Hrvatsko proljeće bilo je nacionalni pokret nastao u redovima Saveza komunista Hrvatske 1970. i 1971. protiv unitarizma, s kojim su išle ukorak i težnje za reformom gospodarskoga, kulturnog i političkog života u kulturnim institucijama, među intelektualcima, znanstvenicima i studentima. Nazvan od polititičkih protivnika i masovni pokret (MASPOK), hrvatsko proljeće je u užem smislu trajao od X. sjednice CK SKH u siječnju 1970. na kojoj je osuđen unitarizam Miloša Žanka, do njegova slamanja na sjednici Predsjedništva CK SKJ u Karađorđevu, 29. studenoga 1971.
U širem smislu, hrvatsko proljeće počinje od Brijunskog plenuma 1966. na kojem se SK obračunao s tajnom policijom na čelu s Aleksandrom Rankovićem i time potaknuo reformske snage unutar sebe i u društvu. Najistaknutiji protagonisti hrvatskog proljeća od političara su Savka Dabčević-Kučar, Miko Tripalo, Pero Pirker, Ivan Šibl, Dragutin Haramija i dr., od intelektualaca Vlado Gotovac, Marko Veselica, a među studentima Dražen Budiša i Ivan Zvonimir Čičak, koji su, kao i brojni drugi osuđeni zatvorskim kaznama. Obračun s Hrvatima rezultirao je tzv. "hrvatskom šutnjom", koja je prekinuta novim demokratskim pokretom koncem 1980-ih, koji je konačno doveo do državnog osamostaljenja Hrvatske.

## Korijeni
Jedni proljeće smatraju pokretom koji je nastao koncem šezdesetih i 1970. i 1971. godine, a da je okončan 1. prosinca 1971. Titovom sječom Hrvatske u Karađorđevu.
Komunistička vlast koju su pretežito činili dogmati i karijeristi, a koje je predvodio već ostarjeli maršal Tito - smijenila je hrvatsko komunističko, no osviješteno i politički liberalno vodstvo. Hrvatska je gušenjem Hrvatskoga proljeća zamalo utonula u dvadesetogodišnji, dugotrajan mrak i muk, ali je ipak 1980-ih došlo do liberalizacije komunističke vlasti.
Korijeni su mu pak nastali u prvim godinama poraća Drugog svjetskog rata. Pokret je bio iz više središta koja su djelovala neovisno jedna o drugima. To su bili KPH (SKH), hrvatska sveučilišna središta u Zagrebu, Splitu, Rijeci, Sarajevu, Mostaru i Osijeku, Katolička Crkva, HAZU (ondašnja JAZU), Hrvatska matica iseljenika (ondašnja Matica iseljenika Hrvatske), Matica hrvatska, Institut za povijest radničkog pokreta, razni nakladnici te velika poduzeća. Nezadovoljnici u vladajućoj stranci su stvorili oporbu nakon što je ubijen Andrija Hebrang. Daljnji poticaj zbijanju redova bila su očita izigravanja hrvatskih gospodarskih i političkih interesa u komunističkoj Jugoslaviji. Od 1955. na čelu tog pokreta je Većeslav Holjevac, a onda uz njega se pojavljuju djelom Ivan Šibl, Marko Koprtla, generali JNA dr. Franjo Tuđman, Nikola Kaić, Ivan Rukavina, Janko Bobetko, admiral JRM Srećko Manola, pukovnik JNA Ivan Mutak, Zvonimir Komarica, razni hrvatski partizanski borci, brojni umjetnici, novinari te mlađi politički radnici. Cilj te nacionalno svjesne struje u SKH bio je sukladno mogućnostima i ideoloških ograničenja u SR Hrvatskoj obrazovati stranačke kadrove koji će biti nacionalno orijentirani te ih razmjestiti diljem važnih mjesta u državnoj, gospodarskoj i stranačkoj upravi a radi suzbijanja centralističkih tendencija iz Beograda.
Privredna reforma 1965. dala je veće mogućnosti stručnjacima i nacionalnim rukovodstvima kojima je odriješilo ruke od središnje stranačke stege koja je dolazila iz Srbije, a političko je oslobođenje se sve više osjećalo nakon pada šefa tajne policije Aleksandra Rankovića. Daljnji motivi koji su podigli intenzitet hrvatskog homogeniziranja za hrvatsku stvar bio je devizni sustav i brutalni prodor beogradskih reeksportera u hrvatsko gospodarstvo.
Usporedno s borbom na gospodarskom polju, hrvatski su se književnici i kulturni radnici borili za hrvatski jezik koji je zatirao Novosadski dogovor i jugounitaristička, ponegdje i otvoreno velikosrpska praksa,[nedostaje izvor] koja je preko pokušaja nasilnog guranja srpskohrvatskog jezika namjeravala hrvatski jezik izložiti nepopularnim izmjenama u korist srpskog govornog područja.
Teme koje su se pokrenule bile su i revalorizacija hrvatske povijesti, problem naglog pada nataliteta u Hrvatskoj, pitanje hrvatskih muslimana, zabrinutosti zbog odlaska stotina tisuća hrvatskih radnika na rad u inozemstvo, zapostavljenosti hrvatske politike i gospodarstva unutar Jugoslavije, pitanje broja žrtava Drugog svjetskog rata.
No, Hrvatska se suočila tijekom 1970. i početkom 1971. s još većim problemom. Liberalna rukovodstva u gotovo svim republikama izborila su da se donesu odluke o amandmanima na republičke i savezni Ustav kojima se trebalo uspostaviti nove (gospodarske) odnose u SFRJ, kako republika prema federaciji, tako i republika međusobno. Unitaristi iz SRH su ponudili rješenje ustavnih amandmana koje bi Hrvatsku dovelo u još nepovoljniji položaj; primjerice, predložili su da se u ustavnom članku o suverenitetu stavi da je SRH država hrvatskog i srpskog naroda, zatražili su da "Lijepa naša" ne bude više himna SR Hrvatske, jer da "spominje samo Hrvate a ne i Srbe" itd.

## Pokretači
Pokretači su bili dio hrvatske partijske (SKH) elite te ondašnje organizacije, koje bi prema današnjem kriteriju bile organizacije civilnog društva: Matica hrvatska, Društvo hrvatskih književnika (onda pod imenom Društvo književnika Hrvatske), Zajednica pisaca TIN te pripadnici humanističke inteligencije i studenti. Većina protagonista bili su ondašnji ili bivši članovi SK.

## Razvitak
Prve naznake reformnoga gibanja u političkom životu SR Hrvatske bile su uočljive već 1966. nakon Brijunskoga plenuma i potpisivanja Protokola između SFRJ i Svete Stolice. Vodstvo SKH, u kojem su Miko Tripalo i Savka Dabčević-Kučar, uz hijerarhijski eksponiranoga Vladimira Bakarića, počeli obnašati rukovodeće dužnosti, brzo je, nakon vala kritike protiv nezakonitih postupaka u tajnoj policiji i poboljšanja u odnosima između države i Katoličke crkve, otvorilo raspravu unutar partijskih foruma o nizu do tada tabuiranih tema – od bilance SFRJ do međunacionalnih odnosa u Hrvatskoj. Unatoč kasnijim sporenjima, ono je posredno odobrilo i Deklaraciju o nazivu i položaju hrvatskog književnog jezika, pa je i na taj način unosilo nove tonove u rasprave o nacionalnom pitanju. Odbijanje vodstva SKH da provodi represivne mjere protiv disonantnih tendencija zaštitilo je niz disidentskih pojava – od kritika Pregleda historije SKJ sa strane Franje Tuđmana do djelatnosti skupine T. I. N. i Hrvatskoga književnog lista (iako je represija, otkaza, smjena i sl. bilo).
Objavljivanjem Deklaracije o nazivu i položaju hrvatskog književnog jezika 1967. pokrenuta je javna rasprava o položaju hrvatskog naroda u drugoj Jugoslaviji. Hrvatsko proljeće je bio pokret koji je bio prihvaćen od naroda; i mnoge studentske skupine podržavale su ovaj pokret. Jedan od glavnih ciljeva pokreta bila su vraćanje civilnih prava Hrvatima, tj. vraćanje ponosa pripadnosti hrvatskom narodu oduzetog nakon rata sustavnom negativnom propagandom jugoslavenskog režima usmjerenom protiv cijelog hrvatskog naroda pod izlikom grijeha neizabranog ratnog režima iz NDH. Ovo sustavno podržano i organizirano te kontinuirano provođeno potiskivanje nacionalne pripadnosti Hrvata i zatiranje hrvatske kulture režim je opravdavao i maskirao potrebom očuvanja mira među dvama najbrojnijim narodima u Jugoslaviji: Hrvatima i Srbima, no te mjere su išle iznad očuvanja "delikatnog mira".  U to vrijeme u Jugoslaviji hrvatsku je ekonomiju grubo izrabljivala federalna vlada u korist drugih republika, poglavito Srbije: 50 % deviza ulazilo je preko Hrvatske dok je Hrvatska zadržavala samo 7 %, isto tako od federalne vlade SR Hrvatska je dobivala samo 16,5 % proračuna dok je SR Srbija dobivala oko 46,6 % (1965. do 1970.). Mnogo puta SR Hrvatska se nametnuto "odricala" svoje alokacije u korist "nerazvijenih krajeva".  
Do razdoblja kada je tijekom 1971. godine došlo do događaja vezanih uz Hrvatsko proljeće, Matica hrvatska se jasno isprofilirala kao jedna od najvažnijih kulturnih, pa i znanstvenih ustanova u Hrvatskoj, koja je svojim programom, aktivnostima, izdavačkom djelatnošću privukla velik broj uglednih intelektualaca, studenata i radnika. Matica hrvatska je u zbivanjima vezanim uz Hrvatsko proljeće odigrala jednu od najvažnijih uloga iznimno aktivno zastupajući kulturne, gospodarske, ali i političke interese SR Hrvatske i hrvatskoga naroda. Upravo zbog te činjenice tu su ustanovu najviši hrvatski politički krugovi tijekom tog razdoblja promatrali s osobitim interesom, osjećajući da ona odražava stajališta cijelog hrvatskog naroda. Na koncu, zbog takve svoje uloge Matica hrvatska kao ustanova, a osobito pojedini njezini najistaknutiji članovi, nakon sloma Hrvatskog proljeća doživjeli su teške trenutke: otpuštanja, progoni, dugogodišnje zatvorske kazne.
Godine 1969. Hrvati su činili u saveznoj upravi države 8,6 % osoblja, iako je njihov udio u SFRJ bio 22 %. Srba je u administraciji bilo 73,6 % iako je njihov udio u stanovništvu iznosio 39,6 %. U upravnim strukturama savezne države bilo je 7,2 % Crnogoraca, dakle gotovo kao Hrvata. U JNA je u časničkoj strukturi bilo 62,5 % Srba a 10,4 Hrvata.
Te su se diskriminatorske nejednakosti doživljavale kao nepovjerenje zbog nacionalne pripadnosti. Hrvatima se što prikriveno što otvoreno nametalo jugoslavenstvo za napredovanje u državnim i civilnim službama i vojsci. 
Desetom sjednicom CK SKH nacionalna se struja unutar CK stala obračunavati s jugounitarističkim snagama. Obračun nije bio temeljit, jer je smijenjen samo Miloš Žanko. Ova je sjednica probudila nade hrvatskom puku zbog čega je hrvatsko vodstvo steklo snažnu i veliku potporu gotovo svih slojeva hrvatskoga društva. Odatle je naziv "masovni pokret" ili sovjetskom kraticom "maspok".
Dužnosnici koji su se protivili procesima koje nazivamo hrvatskim proljećem bili su Dušan Dragosavac, Ema Derossi-Bjelajac, Jure Bilić, Ante Josipović, Milka Planinc, Josip Vrhovec, Jelica Radojčević, svi iz članovi IK CK SKH, predsjednik Saveza sindikata Hrvatske Milutin Baltić, Čedo Grbić, iz SUBNOR-a Pero Car, iz JNA general Rade Bulat. Iz hrvatskog partijskog vrha to su bili Vladimir Bakarić te predsjednik Sabor SRH Jakov Blažević. Od studenata to su bili "Žarko Puhovski..., Damir Grubiša..., Lino Veljak, ...Dušan Čizmić Marović, Stipan Marović i drugi."

## Vrhunac
Pravi je zamah reformnoga pokreta počeo s Desetom sjednicom CK SKH (siječanj 1970.) kada je u sukobu s Milošem Žankom hrvatska partijska organizacija osudila jugoslavenski unitarizam kao ništa manje opasan za stabilnost sustava od hrvatskog nacionalizma. Nova je formulacija predstavljala političku revoluciju u hrvatskom javnom životu. Nakon Desete sjednice bilo je moguće osporavati protuhrvatsko unitarističko jugoslavenstvo, a time afirmirati i neovisan hrvatski politički kurs. Hrvatska je bila definirana kao posebna i uvjetna politička zajednica, što se još više produbilo u raspravi o ustavnim amandmanima 1971., posebno u pravno–politološkim prijedlozima Nerkeza Smailagića.
Reformno se razdoblje poklopilo s otvaranjem niza konzervativnih ustanova (reforma SKH, koncilska reforma u Katoličkoj crkvi, sveučilišna reforma) i s početkom studentskih i drugih socijalnih gibanja unutar zapadnih liberalnih demokracija, i to u uvjetima globalne kulturne demokratizacije i prvih najava informatičke revolucije. Hrvatsku je zahvatio velik zamah kreativnosti. Razdoblje od polovice 1960-ih do početka 1970-ih bilo je – u drugoj polovici XX. stoljeća – doba najvažnijih dostignuća u hrvatskoj znanosti, književnosti i gotovo svim granama umjetnosti. To je razdoblje najznačajnijih programskih listova i časopisa (Hrvatski tjednik, HGG, Hrvatsko sveučilište, Kritika, Omladinski tjednik, Studentski list, Telegram, a na svoj način i filozofski časopis Praxis) i velike slobode u svim medijima. Vjesnik, Vjesnik u srijedu i drugi listovi, kao i središnje katoličko glasilo Glas koncila, prenosili su oštra zapažanja mnogih reformnih novinara. Predvodio je Matičin Hrvatski tjednik, posebno pod uredništvom Vlade Gotovca. Istodobno su se promišljali sustavniji oblici gospodarske reforme, koji su neminovno otvorili pitanja slobodnoga tržišta i kontrole nad ostvarenim »dohotkom«, odnosno profitom.
Hrvatsko je proljeće imalo tri aspekta. Prvo, taj je pokret potekao iz potrebe dijela hrvatske političke elite da relegitimira svoju vlast u novim društvenim okolnostima – u kriznom razdoblju, kada je stari komunistički model gubio uvjerljivost, a izazovno mu je oponirala radikalna nova ljevica, sa svim pretpostavkama nove ideologizacije. Drugo, upravo zbog toga što je inicijativa bila u rukama dijela političke elite, taj je pokret bio reformski, tj. nužno je djelovao unutar zadanoga političkog i državnog sustava, te iz njega crpio različite ideologeme u funkciji njegove temeljite promjene. Treće, taj je pokret poprimio masovan oblik, što znači da je SKH svoj politički legitimitet prvi put tražio u masovnoj podršci, preko novih transmisijskih organizacija.
| Ova se republika ne zove slučajno Hrvatska /.../ I kad govorimo o nacionalnoj državi, podrazumijevamo da je, ovdje u Hrvatskoj, to izraz prava hrvatskog naroda na svoju državu.— Miko Tripalo: Hrvatsko proljeće, str. 136. |

Reformni se pokret u Hrvatskoj obično dijeli na tri segmenta. Prvi je segment krug reformnoga SKH, s dominantnim utjecajem na velik dio partijsko-državnog aparata i gospodarstvo, drugi obuhvaća krug Matice hrvatske, koja je stvaranjem mnogih svojih ogranaka omasovila podršku reformnomu kursu u SKH, ali i dijelu kulturne elite vezane uz Matičine časopise i novopokrenuti Hrvatski tjednik, a treći je segment bio studentski pokret, koji je preuzeo vodstvo studentske organizacije Sveučilišta u Zagrebu, kao i Saveza studenata Hrvatske. Takva shema ujedno preuveličava neovisnost, ali i unutarnje sukobe u svakome segmentu.
Unutar SKJ/SKH jasno su se lučile dvije struje, koje je dijelio odnos prema samomu sustavu. Za reformiste sustav je bio elastičan, premda ne i otvoren, pa se mogao nadograđivati i iznova tumačiti. Taj "desnorevizionistički" odnos implicirao je ograničeni koncepcijski pluralizam, koji je išao u smjeru pluraliziranja cijeloga društva. Protivnici te struje, premda skloniji stanovitim promjenama sustava od svojih ekvivalenata u državama Varšavskoga pakta, nisu dopuštali nekvalificirane rasprave o sustavu. Zato su protivnici reformne struje i iznjedrili sintagmu "maspok". Na taj su način željeli upozoriti na opasnost od širenja kruga političkog odlučivanja, s neželjenim posljedicama za opstanak sustava. Problem pluralizacije društva bio je prisutan i u Matičinu krugu, gdje je, kao i u studentskome pokretu, proizveo podjele oko stupnja odanosti reformnomu vodstvu SKH.

## Odjeci
Premda je Hrvatsko proljeće bilo tipičan reformni pokret u kasnoj fazi socijalističkog poretka, njegove su posebnosti bile izražene u fetišizaciji međuodnosa klasnoga i nacionalnoga. Delegitimiranje hrvatskog identiteta i njegovih obilježja u SFRJ, moglo se osporiti samo uz unošenje nacionalnoga kao legitimne kategorije unutar službene ideologije. Pritom se tek iznimno, kao u zbirci Svi smo odgovorni? Petra Šegedina, ulazilo u višeslojne analize jugoslavenstva kao nacionalne ideologije. Ni pitanje Jugoslavije nije moglo biti riješeno. Umjesto toga, reformna je publicistika kroatizirala povijest lijevoga pokreta, NOB-a i Jugoslavije, unoseći nacionalna tumačenja u razdoblja u kojima nacionalni motivi nisu igrali primarnu ulogu.
Na toj su platformi brisani trajni učinci nacionalnih podjela iz ratnih vremena, što je prihvaćeno i u dijelu emigrantskoga novinstva. Reformno je razdoblje smirilo pitanje emigracije preko pokušaja Većeslava Holjevca u Matici iseljenika Hrvatske i niza drugih postupaka. Hrvatsko je proljeće uzdrmalo strukture integralistički koncipirane SFRJ, kao i monolitnost partijske države. Unatoč iluzijama o pokroviteljstvu Josipa Broza nad reformnim pokretom, on i vodstvo SKJ u njemu su sve više vidjeli opasna suparnika.
Moćne skupine unutar JNA i srpske zajednice u Hrvatskoj također su dominantno djelovale protiv proljećara. Inozemni prigovori, sa sovjetske i zapadne strane, bitno su odredili strategiju slamanja pokreta, iako on ni u jednom trenutku nije mogao promijeniti ustaljeni hladnoratovski poredak i mjesto SFRJ u blokovskome rascjepu. Tito je 4. srpnja 1971. u razgovoru s hrvatskim vodstvom već zagovarao mjere protiv "divljanja nacionalizma". Početak studentskoga štrajka, u drugoj polovici studenoga 1971., dao je izliku za intervenciju protiv hrvatskog reformnog vodstva, koje je već bilo izgubilo povjerenje državnog i partijskog vrha. Upravo je studentski štrajk, pod vodstvom Dražena Budiše i Ivana Zvonimira Čička, bio zalog za jačanje pluralizma unutar oslabljenoga reformnoga bloka.

## U ostatku SFRJ

### SR BiH
Padom Rankovića, za Hrvate u Socijalističkoj Republici Bosni i Hercegovini se nije mnogo toga promijenilo. Hrvati se nisu mogli upisati u časničku školu, a nešto lakše u policijsku. Posao se u društvenim i državnim djelatnostima teško dobivao. Tijekom 1968. i 1969., privremeni rad u Njemačkoj je uzeo toliki zamah, tako da većina punoljetnih Hrvata tijekom proljeća, ljeta i jeseni bila u Njemačkoj. Obitelji su bile na okupu tek za Božić. Pojedine obitelji su čitave odselile u Njemačku. Studentski prosvjedi, koji su se preko željezne zavjese proširili i u Jugoslaviji, imali su slab odjek u BiH 1968. Skup u Sarajevu je završio mirno. Nekoliko je profesora i studenata privedeno u pritvor čime se stanje primirilo. Državni mediji su šutjeli, a među Hrvate su stizale točne informacije.
Saznali su ih od svojih sunarodnjaka na privremenom radu, koji su pratili inozemne medije. Tako se doznalo da Savka Dabčević-Kučar, Miko Tripalo, Pero Pirker i drugi traže ustupke za Socijalističku Republiku Hrvatsku, u gospodarskom pogledu.  U jednom trenutku, hrvatski narod je dobio krila nacionalne svijesti. Hrvatska riječ vraćala se u uporabu, a oživjeli su suveniri poput hrvatskog grba s likom bana Jelačića, kralja Tomislava, Stjepana Radića i hrvatske trobojnice. Kod intelektualaca su se pojavili rječnici hrvatskog jezika, knjige hrvatske povijesti, a bile su i popularne pjesme poput: Ustani bane, Vila Velebita, Marjane, Marjane i dr.
U svibnju 1968.u Grudama je bio je objavljen prvi broj revije OGLEDALO (glavni i odgovorni urednik i pokretač: Mile Pešorda), koju su vlasti zaplijenile i trajno zabranile zbog uredničkoga poziva na kulturni preporod i borbu protiv "samoživaca i žderonja".Za vrijeme Hrvatskoga proljeća pokrenuta je u proljeće 1970.i prvi put održana u Grudama i Drinovcima 30. – 31. svibnja književno-kulturna manifestacija ŠIMIĆEVI SUSRETI, na kojima su sudjelovali književnici i pjesnici iz svih jugoslavenskih republika, a glavnim govornicima su bili prof. dr. Ivo Frangeš, predsjednik Društva književnika Hrvatske i Saveza društava književnika Jugioslavije i Branko Mikulić predsjednik CK SKBiH ("Kršni zavičaj" br. 1., Drinovci 1970., Vjesnik, 16. lipnja 1970.), dok su nagrade za najbolje pročitane pjesme na Susretima dobili Nikola Martić i Mile Pešorda (Oslobodjenje, 6. lipnja 1970.) Zauzeti za opstanak šIMIĆEVIH SUSRETA, politički napadnutih kao "klerofašističkih", i za nacionalnu i kulturnu suverenost hrvatskoga naroda i njegovu jednakost i ravnopravnost s drugim narodima u BiH te za slobodnu uporabu hrvatskoga jezika, hrvatski književnici u Bosni i Hecegovini, sedmorica njih potpisanih (Vitomir Lukić, Mile Pešorda, Nikola Martić, Veselko Koroman, Mirko Marjanović, Stanko Bašić, Vladimir Pavlović), objavili su SARAJEVSKU DEKLARACIJU O HRVATSKOM JEZIKU 28. siječnja 1971., sestrinsku zagrebačkoj Deklaraciji o nazivu i položaju hrvatskog književnog jezika.
Tijekom zime 1971. jugoslavenske tajne službe su počele odlučnu bitku protiv MASPOK-a. Za Božić i Novu godinu u pojedinim hrvatskim mjestima, pojavili su se provokatori, koji su bacali letke, pisane parole i na skupovima izvikivali: "Živio Ante Pavelić!", "Živjela NDH!", "Srbe na vrbe!", "Hrvatska do Zemuna!" i sl. Na kućama uglednijih Hrvata osvanuli su kukasti križevi i slova U. Vrlo brzo uslijedila su UDBA-ina saslušanja Hrvata koji su radili u inozemstvu. Tako je skupljeno bogatstvo razgovora, kojima su poslije terećeni brojni Hrvati u Hercegovini i Bosni, jedni za ustaške pjesme, drugi za uporabu hrvatske zastave itd.
Nakon sječe Hrvatske u Karađorđevu, na udar su došli Hrvati, koji rade u inozemstvu, a i domaći nisu pošteđeni privođenja, maltretiranja i zastrašivanja. Prvi su na udar došli članovi Matice hrvatske, a potom i drugi. Brojni su spas pronašli u Njemačkoj i drugim zemljama zapadne Europe. Statistika zaposlenih Hrvata u gospodarstvu ili drugim ustanovama tijekom 1972. bila je poražavajuća.
Ipak, u drugoj polovici 1970-ih pokazat će se rezultati procesa, započetog Mostarskim savjetovanjem 1966. Tada je Džemal Bijedić počeo skidati etiketu "ustaškoga", "klerikalnog" i "neprijateljskog" područja, a poslije je došlo i do gospodarskog preporoda zapadne Hercegovine. Daljnjim jačanjem, SR Bosna i Hercegovina (i Hrvati u njoj, koji su ju prihvatili) postat će ravnopravna članica jugoslavenske federacije. Do toga napretka došlo je i smjenom starog partizanskog vodstva i dovođenjem novih kadrova na čelu političkih i gospodarskih institucija. Jedan od njih, Hrvat Branko Mikulić uspio je dovesti Olimpijske igre u Sarajevo 1984.

### SAP Vojvodina
U razdoblju od 1968. do 1972. u području kulture, vojvođanski Hrvati su uspjeli ostaviti traga. Objavili su oko 20 knjiga i antologija hrv. pisaca, od kojih su neke djela kapitalne vrijednosti, obnovili javnu proslavu žetvenog običaja bačkih Hrvata, Dužijance koja se nakon 1945. održavala samo kao crkvena. Obnovilo se manifestaciju Veliko prelo, kalendar Subotičku Danicu, književni časopis Rukovet je dobio hrvatski karakter, a Narodno kazalište postavlja djela hrv. autora. Štaviše, kultura je bilo jedino čime su se vojvođanski hrvatski proljećari bavili. Vrlo su dobro znali što sve nedostaje u očuvanju identiteta Hrvata u Bačkoj, Srijemu i Banatu, kao što su "škole na hrvatskom jeziku, radio emisije, novine", jer toga doslovno nije bilo. Budući da nisu bili politički organizirani, niti su imali ikakvi forum na kojem bi mogli o tome govoriti, jedino područje gdje su djelovali bilo je kulturno. 

S druge strane, bački Hrvati nisu imali nikakvih političkih akcija, niti su istupali s političkih pozicija. Unatoč svemu tome, konzervativni komunistički krugovi (Općinski komitet SK, SUP) koji su bili nastrojeni protiv ikakvog podizanja hrvatske samosvijesti bačke su proljećare etiketirali, optuživali teškim optužbama, saslušavali na brojnim "informativnim razgovorima". Čak i benigna prijateljska sastajanja su bila okarakterizirana kao "urotnička" i "neprijateljsko djelovanje", a unatoč isključivoj kulturnoj orijentiranosti pokreta, ti su krugovi proljećare vidjeli kao nešto "negativno, društveno opasno i rušilačko". 
Slomom proljeća se situacija još više pogoršala, posebice u Subotici. Uslijedile su progoni, hajke i prozivanja svih Hrvata koji su bili istaknutije osobe prigodom organiziranja "proljećarskih" priredaba i djelatnosti, a u njihovim domovima i na njihovim radnim mjestima su rađene premetačine, a suci Hrvati su izgubili radna mjesta sudaca na Okružnim sudovima, kao što je bio slučaj s Nacom Zelićem, Balintom Vujkovim, Ivanom Stantićem i inima.
"Bila je to sudbina i Marka Horvackog, Ivana Tikvickog, Ivana Vukovića, Ivana Tikvickog Pudara, Jakova Kujundžića i Zvonimira Budimira". Na udaru su bili i Hrvati u drugim strukama. Konzervativne komunističke snage su u antihrvatskoj histeriji proganjali i poznate liječnike, kao što je bio prim. dr. Vinko Perčić, dr. sc. Stjepan Skenderović, dr. Krešimir Glavina i dr. Zvonimir Kiš. Onemogućili su rad novinarima Lazaru Merkoviću i Milivoju Prćiću, a u Gradskoj knjižnici Beli Gabriću, Milivoju Prćiću, Amaliji Kulešević, Gezi Antunoviću, Josipu Prćiću i drugima. I u inim službama proganjalo se (prosvjetne radnike, članove pokrajinskog vodstva), pa je preko stotinu ljudi bilo šikanirano i izbacivano iz svih mogućih udruga i radnih mjesta, a oni koji su bili u SKJ, izbacili su ih iz članstva. Pojedine se kazneno progonilo, kao primjerice Matiju Poljakovića i Grgu Bačliju, a neke kulturne djelatnike se uhitilo i sprovelo u zatvore kao najokorjelije kriminalce, s lisičinama na rukama, kao Antu Sekulića, Belu Gabrića i Jurja Lončarevića Progonjen je također bio Ante Pokornik, koji je poput brojnih "matičara" isključen 1972. iz organizacijskog odbora Dužijance i više nije sudjelovao.
Prava težina ove državne represije i antihrvatske histerije konzervativnih komunista je bila u tome što je kod vojvođanskih Hrvata izazvala veliki strah i pomutnju, "jer tada reći da si Hrvat odmah je značilo i upletenost u te događaje.". 
Ta represija je proizvela takve ostracističke učinke na progonjene, jer se obični puk povlačio u sebe, a kada bi obilježene hrvatske proljećare primjećivali na ulici, izbjegavali su susret prelaskom na drugu stranu, jer u suprotnom bi već sljedećeg dana zbog susreta s njima "imali velike šanse biti privedeni na saslušanje i biti optuženi da su i oni "društveno opasni"."
Hajka je polako popuštala, ali nije prestala sve do 1990-ih.
22. ožujka 1969. godine mjesni su Hrvati dogovorili osnivačku skupštinu ogranka Matice hrvatske. Članovi tog Inicijativnog odbora za osnivanje ogranka i održavanje osnivačke skupštine su bili suci Okružnog suda u Subotici Balint Vujkov, Ivan Stantić, Ivan Tikvicki, Naco Zelić i prof. Bela Gabrić. Taj je taj pokušaj bio osujećen. Govor Josipa Broza Tita u Titogradu, u kojem je »osudio« čin osnivanja ogranka u Subotici, koji je zapravo bio zapovijed, učinio je to da su Matica hrvatska i političko vodstvo SR Hrvatske odustali od potpore osnivanja ogranka pa su mjesni proljećari, umjesto ogranka, godinu kasnije, 18. siječnja 1970. osnovali HKUD "Bunjevačko kolo".
Najslikovitije stvari oslikava Titova izjava, dana iz političkih razloga Tito u jednom govoru na Kosovu: "A što se ovi Bunjevci na sjeveru Bačke bune?". Proturječna situacija se rasplela na štetu bačkih Hrvata: subotički stranački odbor (partijski komitet) SKJ je čak sugerirao utemeljenje hrvatsko kulturno-umjetničkog društva, koje je i osnovano početkom 1970-ih. Onda stvari kreću naopako po hrv. zajednicu, jer je popis utemeljitelja ogranka Matice hrvatske stigao u ruke antihrvatskih histerika. Sve skupa je rezultiralo žestokim udarom na subotičku hrvatsku inteligenciju: brojni su ostali bez posla, proglašeni nepoželjnima za izdavanje njihovih radova, brojni su iselili u SR Hrvatsku itd. Ta kretanja su dovela do toga da je Subotica izgubila jedan duhovno-kulturni i politički kontinuitet. 
Slikovit opis udara je dao Vojislav Sekelj u razgovoru s Ivanom Zvonimirom Čičkom: "Zagreb je manje stradao u tom kontekstu od Subotice, jer je za Suboticu odlazak stotinu intelektualaca teško nadoknadiv gubitak, a opet oni koji su ostali, bili su ušutkani."
Ondašnji predsjednik Saveza komunista u Subotici, Antun Milodanović-Dela, istaknuti komunist Hrvat, nije se poveo za "sječom" i progonom bačkih Hrvata uglednika (koja je poprimala oblik i razmjere srednjovjekovnih "progona vještica"), nego ih je štoviše štitio. Ipak, antihrvatski nastrojenim komunističkim moćnicima takvi postupci nisu mogli proći nezapaženo, pa je Milodanović uskoro smijenjen.
Od poznatijih imena tadašnjih hrvatskih kulturnih preporoditelja iz Vojvodine, valja navesti Ivu Škrabala, Balinta Vujkova, Matiju Poljakovića, Petra Šarčevića, Antu Sekulića i dr.

## Proljeće izvan SFRJ
Hrvatsko je proljeće nastavljeno u emigraciji. Val političkog, policijskog i obavještajnog terora u Hrvatskoj potkraj 1971. i tijekom 1972. prouzročio je najveći egzodus Hrvata sve od propasti NDH nakon svršetka Drugog svjetskog rata. U inozemstvo su bili prisiljeni otići hrvatski intelektualci poput Brune Bušića, Ivana Cerovca, Zlatka Markusa i drugih.

## Poznati proljećari
Popis poznatih proljećara.
- SKH, SSRNH, SOH, SUBNOR, SSH, generali JNA

| - Savka Dabčević-Kučar (SKH) - Miko Tripalo (SKH) - Dragutin Haramija (SKH) - Srećko Bijelić (SKH) - Pero Pirker (SKH) - Marko Koprtla (SKH) - Većeslav Holjevac (SKH) - Petar Kriste (SKH) | - Stjepan Ivić (SSRNH) - Ivica Vrkić (SOH - omladina) - Ivan Šibl (SUBNOR) - Franjo Tuđman (kasniji hrvatski predsjednik) - Janko Bobetko (partizanski general) - Ivan Rukavina-Siđo (partizanski general) - Viktor Bubanj - Jure Sarić (SSH) |

- humanistička inteligencija

| - Marko Veselica - Vlado Veselica - Franjo Tuđman (hrvatski predsjednik) - Šime Đodan - Vlado Gotovac - Hrvoje Šošić - Petar Šegedin - Ivan Supek | - Vlatko Pavletić - Jozo Ivičević - Ante Glibota - Grgo Gamulin - Ljudevit Jonke - Igor Zidić |

- mediji

| - Hrvatski književni list - Hrvatski tjednik - Studentski list - Hrvatski gospodarski glasnik - Tlo | - Hrvatsko sveučilište - Kritika - Kolo - Dubrovnik - Vidik - Vjesnik u srijedu |

- novinari, urednici

| - Bruno Bušić - Krešimir Džeba, VUS - Neda Krmpotić, VUS - Božo Novak, Vjesnik - Milovan Baletić, Vjesnik - Ivo Bojanić, TVZ - Vlado Pavlinić, Glas Koncila |

- studenti

| - Tomislav Janko Šagi-Bunić - Ivan Zvonimir Čičak - Ante Paradžik, predsjednik Saveza studenata SR Hrvatske - Dražen Budiša, predsjednik Saveza studenata grada Zagreba - Goran Dodig - Stjepan Sučić, Studentski list - Ferdo Bušić - Veljko Božikov - Ante Štambuk - Ivan Boras, studentski predstavnik u Saboru SRH |

- umjetnici i ostali

| - Vice Vukov - Zlatko Tomičić | - Vlado Mutak - Zvonimir Komarica - Ante Bačić |

## Progoni proljećara
Udar i medijska hajka na Hrvatsku, Hrvate i hrvatske proljećare bili su postojali cijelo vrijeme hrvatskog proljeća, i prije same prosinačke sjednice u Karađorđevu koja je označila sječu Hrvatske. Srbi u Hrvatskoj su 27. srpnja 1971. održali miting u Srbu. Po sličnom su obrascu održali miting 19 godina poslije.  
Iz sindikalnog je vodstva isključeni nacionalni vođe i to prije karađorđevske sječe.
Unitaristički krugovi su se ljeta 1971. nastavili izdajnički ponašati. Inscenirali su slučaje kojima je bio cilj da se javnosti u nehrvatskim dijelovima SFRJ i cijelom svijetu pokaže da su politički zahtjevi hrvatskog masovnog pokreta zapravo "oživljavanje fašizma", "fašizam kojem je cilj uništiti srpsku manjinu u Hrvatskoj", iako je hrvatsko proljeće bio jedan romantičarski projekt. Isti obrazac etiketiranja jugounitaristi i velikosrbi primijenili su 20 godina poslije za balvan-revolucije i velikosrpske agresije na Hrvatsku, kad su svijetu prikazivali sliku "dobroćudne Srbije" i "nedužnih Srba" "koji brane Jugoslaviju" od "zločestih Hrvata". Realizacijom zahtjeva hrvatskog proljeća unitaristi, velikosrbi i "vječno nerazvijeni" izgubili bi političku moć u Hrvatskoj, gospodarsku moć i mogućnost iznuđivanja, ucjenjivanja i parazitiranja na Hrvatskoj.
U studenome 1971. održan je 22. plenum CK SKH na kojem su se razišle nacionalna i unitaristička struja hrvatskih političara. Potonje su činili Vladimir Bakarić (čelni), Dušan Dragosavac, Jakov Blažević, Jure Bilić, Milutin Baltić i Josip Vrhovec. Tjedan poslije održan je plenum Saveza sindikata Hrvatske, na kojem je unitarist Milutin Baltić, predsjednik te organizacije, uspio isključiti iz sindikalnog vodstva nacionalne vođe Juru Sarića i Marka Veselicu. Karađorđevo je poljoprivredno dobro i lovište u Vojvodini, u kojem je 30. studenog i 1. prosinca 1971. održana 21. sjednica Predsjedništva SKJ kojom je počeo politički obračun s nacionalno-demokratskim pokretom u Hrvatskoj. U uvodnom izlaganju predsjednik SKJ Josip Broz Tito osudio je nacionalno-demokratski pokret kao “kontrarevolucionarni”, a Miko Tripalo, Savka Dabčević-Kučar, Pero Pirker i drugi bili su prisiljeni dati ostavku. Taj je događaj poznat pod nazivom Sječa Hrvatske u Karađorđevu.
| Karađorđevo nije bila procedura, nego izravni državni udar protiv Hrvatske.— Savka Dabčević-Kučar: Hrvatski snovi i stvarnost, str. 1027. |

Nakon sječe Hrvatske na toj sjednici, uhićeno je i osuđeno više od dvije tisuće Hrvata zbog sudjelovanja u hrvatskom proljeću. Matica hrvatska se u siječnju 1971. godine našla na osobitom udaru, te je ugašena silom i rad joj je zabranjen; mnogi su njeni članovi završili u zatvoru ili bili socijalno degradirani. Obnovila se tek raspadom Jugoslavije. Savez studenata Hrvatske vlasti su raspustile. Zabranjen je Studentski list. Ugašeni su brojni drugi listovi. Brojnim su tiskovinama promijenjena uredništva. Iako nije proglašena, uvedena je cenzura. Brojni hrvatski domoljubi su uhićeni, otpušteni i dugo se nisu nigdje mogli zaposliti. Mnogi nisu smjeli javno istupati. Poticalo se novo iseljavanje Hrvata u inozemstvo na način da se ljude prisililo u političku emigraciju, tako da se nisu smjeli vratiti. U SKH su napravljene čistke. Brojni su izbačeni ili degradirani. Brojni dužnosnici u gospodarskim sustavima, ako nisu otpušteni, smijenjeni su ili degradirani do ponižavajuće niskih položaja. Miko Tripalo u svojim memoarima precizno navodi da je dvije tisuće ljudi bilo uhićeno, a preko sto tisuća ljudi je smijenjeno, izbačeno s posla, maknuto ili šikanirano na bilo koji način.
| Računa se da je bilo oko sedamdeset tisuća isključenih! Tijekom prvog polugodišta 1972. bilo je isključeno ili je samo otišlo oko 60–70 posto političkih, privrednih i drugih partijskih funkcionara. Ni u jednoj komunističkoj partiji do tada,... nije bio tako drastičan progon.— Savka Dabčević-Kučar: Hrvatski snovi i stvarnost, str. 996. |

| Da bi se mogli shvatiti razmjeri političke čistke u Hrvatskoj, treba iznijeti podatak da je u toku tri godine poslije 1971. SKH napustili, skinuto s evidencije ili isključeno oko 50.000 članova. U toku nekoliko mjeseci smijenjeno je preko 5.000 privrednih i političkih funkcionara. Za krivična djela protiv naroda i države bilo je u Hrvatskoj 1972. i 1973. osuđeno 2.000 osoba.— Miko Tripalo: Hrvatsko proljeće, str. 198. |

Tad je nametnuto eutanaziranje Hrvatske na način da je uspostavljena tzv. "hrvatska šutnja" koja je potrajala sve do 1989. Uz pomoć vojske i milicije (iz SR Srbije i SR Makedonije dovedeni su desetci tisuća milicionera) jugounitaristi su preuzeli vlast u cijeloj SRH te zapravo u SR Hrvatskoj je uvedeno opsadno stanje. Povrh svega toga, na čelo vladajuće stranke u Hrvatskoj, SK te inih republičkih organa, jugounitaristi su na vlast postavili dotad najomraženije političare kao što su Dušan Dragosavac, Milka Planinc, Jure Bilić i ine. U Hrvatskoj je zapravo napravljen državni udar, a glede obujma i slojevitosti udara na svu kremu hrvatskog društva, izvršen je aristocid.
Hrvatska i Hrvati su i desetljećima poslije bili etiketirani kao neprijateljski i nacionalistički. Slavko Eseš je u Obnovljenom životu primijetio "Ne znam i sumnjam da li su pisane knjige o nacionalizmu bilo kojeg jugoslavenskog naroda osim hrvatskog; da li uz knjigu Suvremeni hrvatski nacionalizam ima nešto slično npr. o makedonskom, slovenskom ili srpskom nacionalizma, i da li su autori i izdavači iz iste republike, dapače i nacije. Čini se da su taj "privilegij" stekli samo Hrvati. I to ih prati desetljećima. Nacionalizam, "maspok", ostat će, čini se, vječni hrvatski "epiteton ornans",kojim će se stalno upozoravati "šutljivu republiku" da ima da "ćuti", odnosno prigovarati joj da se ti "vampiri maspoka" ponovo javljaju, a "šutljiva republika" (istaknuto u originalu - S. E.) uglavnom "ćuti", kako se to navodi u NIN-u (br. 1993, od 12.3.1989) u članku "Vampiri maspoka"".
Sve su krabulje o bajnoj demokratskoj Jugoslaviji pale na slučaju hrvatskog proljeća i razotkrilo se demonsko totalitarističko lice jugoslavenskog režima koji nije prezao od najgrubljih kršenja ljudskih prava ni od faktičnog suspendiranja suverenosti jedne svoje republike koja je formalno trebala biti ravnopravna. Pokazalo se da je Jugoslavija policijska država. Tito je rekao da je u Jugoslaviji i previše demokracije («Ja sam uvijek govorio da za klasnog neprijatelja nema demokracije). Milicijske patrole, blokiranja ulica, pendrečenje studenata, odvođenje u zatvor, kazne... U nekima od milicijskih automobila sjede i politički potpornji te gnusne rabote, neki članovi Izvršnoga komiteta. Inspiratori milicijske racije. Rade pendreci. Stotine je studenata isprebijano, drugi su pohapšeni. Sve obavještajne službe radile su punom parom, s ovlastima u džepu za uhićenje svakoga. Bili su u pripravi i oružani teror i pojedinačna smaknuća. Božo Novak u članku o 1971., ne citirajući o kojim se osobama radi, iznosi "kako su se neki egzekutori sa žaljenjem kasnije osvrtali na to što nisu i nas tad uhvatili". Znalo se za tu praksu u komunističkim zemljama, ali većina je mislila: «Neće se to dogoditi i nama.» No, dogodilo se nakon 1971.! Za djela protiv naroda i države tijekom 1972. i 1973. po izjavama nekih osoba iz pravosuđa, izrečeno je najmanje 2000 osuda! Kroz procese prošli su, ne više desetci i stotine, nego tisuće ljudi. Najprije su u prosincu uhićeni Ivan Zvonimir Čičak, Dražen Budiša, Goran Dodig; 13. siječnja uhićeni su dr. Marko Veselica, Vlado Gotovac, dr. Vlatko Pavletić, Ante Bruno Bušić, dr. Franjo Tuđman, dr. Šime Đodan, dr. Hrvoje Šošić, Jozo Bakulić Ivičević, Zvonko Komarica, Ante Glibota i Ante Bačić. Nešto poslije uhićeni su inž. Ante Todorić (direktor "Agro-kombinata"), Mate Gabrić (direktor "Oriolika"), Ante Marin (direktor "Školske knjige"), te mnogi drugi izvan Zagreba; Aco Aras, Pero Kriste i mnogi drugi. Inscenirani procesi nisu prestali 1972. i 1973. Nastavljeni su i poslije, a među njima je najdrastičniji proces Đuri Perici, što je javnosti donekle poznato. Da bi sugovornici razumjeli Titovu rečenicu "kod nas ima previše demokracije" odnosno da demokracija u Jugoslaviji postoji samo za istomišljenike, Tito je nadodao da «isključenje iz Partije ne vrijedi ni pišljiva boba ako ga pustiš da bude na položaju. On treba da ide s tog mjesta». U tom duhu nastavio se masovni lov na ljude nastavio se. Ostavka do ostavke. Prozivke su išle u valovima. Najprije su zahvatile prvu liniju vodstva, pa sve dublje i dalje. Pljuštale su ostavke: Marko Koprtla, Srećko Bijelić, Janko Bobetko (kojega je Vrhovni komandant JNA još i suspendirao), Stjepan Ivić, zatim i Antun Krajnović, Dragutin Haramija, i potpredsjednici Sabora Hrvatske: Maks Baće i Milivoj Rukavina, Josip Đerda (potpredsjednik Savezne skupštine); članovi tadašnjeg Izvršnoga vijeća Hrvatske: Vjekoslav Prpić, Josip Šentija, Paško Periša; iz sudske vlasti i tužiteljstva: Dražen Sesardić, Željko Dežmar, Slobodan Budak, Aco Vidović, itd.; iz vojske: (osim onih još od prije u nemilosti kao general Ivan Rukavina i spomenuti Janko Bobetko) Srećko Manola, Joža Skočilić, Vladimir Mutak, Šime Ivas, Vlado Lončarić, pukovnik Srnec i mnogi drugi; iz novinarstva: osim Nede Krmpotić, Božidara Novaka, Ive Bojanića, M. Baletića, Krešimira Džebe, Srećka Freundlicha, Ive Horvata i mnogobrojni drugi novinari.

## Inozemne reakcije
Slovensko je vodstvo bilo u početku podupiralo Hrvatsku, jer su činili neformalni blok razvijenih republika. 1971. su se djelimice poveli za stavom vodstva inih republika u kojem su zaključili da hrvatsko vodstvo "popušta nacionalističkim pritiscima maspoka". Ipak, Slovenija se nije htjela upuštati u obračune s hrvatskim vodstvom, držeći se svog stava nemiješanja u unutarnje poslove inih republike.
Britanski je državni vrh oduševilo što je Tito odlučio slomiti hrvatsko proljeće. Sama je britanska diplomacija bila stava skoro identična stavu jugoslavenskog državnog i partijskog rukovodstva. Hrvatski zahtjevi o samostalnosti republičkih partijskih organizacija su ih zabrinjavali.Studentski su pokret smatrali nebitnim. Hrvatsko su vodstvo njihovi diplomati smatrali staljinističkim, a da je na vrhu lanca Miko Tripalo. Nisu shvaćali kako je praktično cijeli hrvatski narod bio uz svoje vodstvo, osim partijskih poslušnika. Nije im bila pojmljiva ni medijska potpora ("...kako su Savka Dabčević-Kučar, Pero Pirker i Marko Koprtla uspjeli držati pod svojom kontrolom sav tisak u Hrvatskoj, u kojemu se tijekom eskalacije nacionalizma nije javio ni jedan disonantan tekst, pa čak ni eventualna Bakarićeva kritika nacionalizma.").

## Kasniji utjecaj
Represija koja je Hrvatsku zahvatila nakon Titova sastanka s hrvatskim vodstvom i sjednice Predsjedništva SKJ u Karađorđevu (1. i 2. prosinca 1971.), te nakon podnošenja ostavki istoga vodstva na sjednici CK SKH (12. prosinca 1971), imala je višestruke učinke. Uhićenje studentskih lidera te prvaka Matice hrvatske, više stotina osuda za političke prekršaje, čistke više tisuća članova SKH, stvorili su traumatizirano stanje koje je trajno obilježilo novopostavljeno vodstvo SKH i do kraja oslabilo projugoslavenske tendencije u hrvatskom društvu. Nakon sastanka u Karađorđevu, unatoč stanovitim koncesijama kojima se nastojalo smiriti prilike u Hrvatskoj, bilo je jasno da, u nekim novim demokratskim uvjetima, reforme više neće biti dovoljne te da će u budućnosti hrvatska vodstva optirati za razdruženje i neovisnost. Nositelji reformnoga pokreta iznijeli su različite pouke iz poraza nakon sastanka u Karađorđevu.
U tom razdoblju latentne radikalizacije, koja se može iščitati sa stranica emigrantskoga tiska, realnacionalisti poput Franje Tuđmana počeli su tragati za partnerima u državi i emigraciji. Najznačajnije ličnosti reformnoga pokreta ipak su se okrenule liberalnim popperovskim analizama, koje su ih odvele u socijaldemokraciju (Miko Tripalo), narodnjaštvo (Savka Dabčević-Kučar) i liberalizam (Vlado Gotovac). Među prvacima pokreta za ljudska prava 1990-ih bilo je i mnogo proljećara (Ivan Zvonimir Čičak, Božo Novak, Tripalo, Vjekoslav Vidović). Zato se reformno razdoblje s pravom smatra uvodnim čimbenikom u stvaranju neovisne Republike Hrvatske.

## U medijima
U doba samostalnosti Hrvatske tema Hrvatskog proljeća opet se obrađuje u medijima, no ovaj put ne više politički nego dokumentaristički. Dokumentarni program HTV-a je 2010. godine u režiji Miljenka Bukovčana snimio dokumentarnu seriju od devet epizoda o Hrvatskom proljeću, u kojoj je emitiran velik broj video-snimaka iz onog vremena koji je do 1990-ih bio ili bunkeriran ili selektivno prikazivan. Unatoč kritikama serije:
 serija zajedno s njenim komentatorima valjano informira o tom dobu i kako je ondašnja vlast bez milosti zatvarala ljude ne dopuštajući slobodu govora ili bilo kakvu demokraciju, pokazujući da iako je totalitarizam Golog otoka s kraja 1940-ih i 1950-ih godina pomalo jenjao vladajuća kasta još uvijek ima sve konce u svojim rukama i sposobna je sve svoje protivnike na brzinu smjestiti iza brave ako se zaborave i požele uvoditi demokraciju u državu za koju su mislili da je njihova. Nije bila njihova, bila je to država Tita i Partije!
Radnja filma Zlatne godine iz 1993., za koji je Zlatan Stipišić Gibonni napisao glazbu, uključujući istoimenu pjesmu, smještena je u razdoblje gušenja Hrvatskog proljeća.
Za vrijeme studentskog štrajka skupina studenata filma predvođena redateljima Brankom Ivandom i Zoranom Tadićem počela je snimati događanja. Nakon razbijanja štrajka snimljeni materijal bio je arhiviran u policiji. Trideset godina nakon tih događaja dio originalnog materijala je pronađen i Branko Ivanda 2000. godine dovršio je film Poezija i revolucija - studentski štrajk 1971.
Hrvatsko proljeće je ukratko obrađeno u četvrtoj epizodi HTV-ove dokumentarne serije Jugoslavija - država za jedno stoljeće, prikazane 2012.
U devetoj epizodi igrano-dokumentarnog serijala Jugoslavenske tajne službe pod nazivom Preuranjena samostalnost prikazivanog 2012. na HRT-u objašnjeno je kako je vojna kontraobavještajna služba (KOS) po Titovu nalogu odigrala ključnu ulogu u gušenju Hrvatskog proljeća.

## Galerija
- Plakat za izložbu Sedamdesetprva u Klovićevim dvorima.

## Pogledajte i:
| - Hrvatsko pitanje - Hrvatska šutnja - Sloboda 1971. - Povijest hrvatskoga jezika u SFRJ - Napad u gimnaziji u Zadru | - Povijest srpskohrvatskog jezika - praško proljeće - mađarska revolucija 1956. - poljska revolucija |

## Vanjske poveznice
- Hrvatska revija  Arhivirana inačica izvorne stranice od 5. rujna 2014. (Wayback Machine) Tema: Hrvatsko proljeće, Broj 2-2011, 1. srpnja 2011
- Vijenac br. 468./2012.  Arhivirana inačica izvorne stranice od 20. listopada 2013. (Wayback Machine) Tema: Hrvatsko proljeće – prvi korak ka hrvatskoj samostalnosti
- Tportal.hr Tvrtko Jakovina: Hrvatsko proljeće – 40 godina poslije
- Historiografija.hr  Arhivirana inačica izvorne stranice od 9. listopada 2013. (Wayback Machine) Prikaz knjige Hrvatsko proljeće, 40 godina poslije
- Vijenac br.372/2008.  Arhivirana inačica izvorne stranice od 19. veljače 2021. (Wayback Machine) B. D. Biletić: D. Dukovski - Istra i Rijeka u Hrvatskome proljeću - Sustavno protiv zaborava i mistifikacija
- Hrvatsko novinarsko društvo  Arhivirana inačica izvorne stranice od 1. rujna 2014. (Wayback Machine) Uloga i doprinos medija i hrvatskog novinstva u Hrvatskom proljeću, 1. veljače 2002.
- Večernji list Franjo Vukoja - Hercegovci u Hrvatskom proljeću, 26. ožujka 2012.